# Renault 9CV
Renault 9CV est l’appellation commerciale d'une automobile de la marque Renault produite de 1913 à 1920.
Durant sa carrière, la voiture a connu trois types différents :
- Renault Type AG (1905–1914), nommée 8/9CV

Et le successeur du Type AX, basé sur le même châssis mais avec le moteur du Type AG .
- Renault Type EK (1913–1917)
- Renault Type FD (1919–1920)